# Taucha (Saksen-Anhalt)
Taucha is een plaats en voormalige gemeente in de Duitse deelstaat Saksen-Anhalt, en maakt deel uit van de Landkreis Burgenlandkreis.
Taucha telt 641 inwoners.

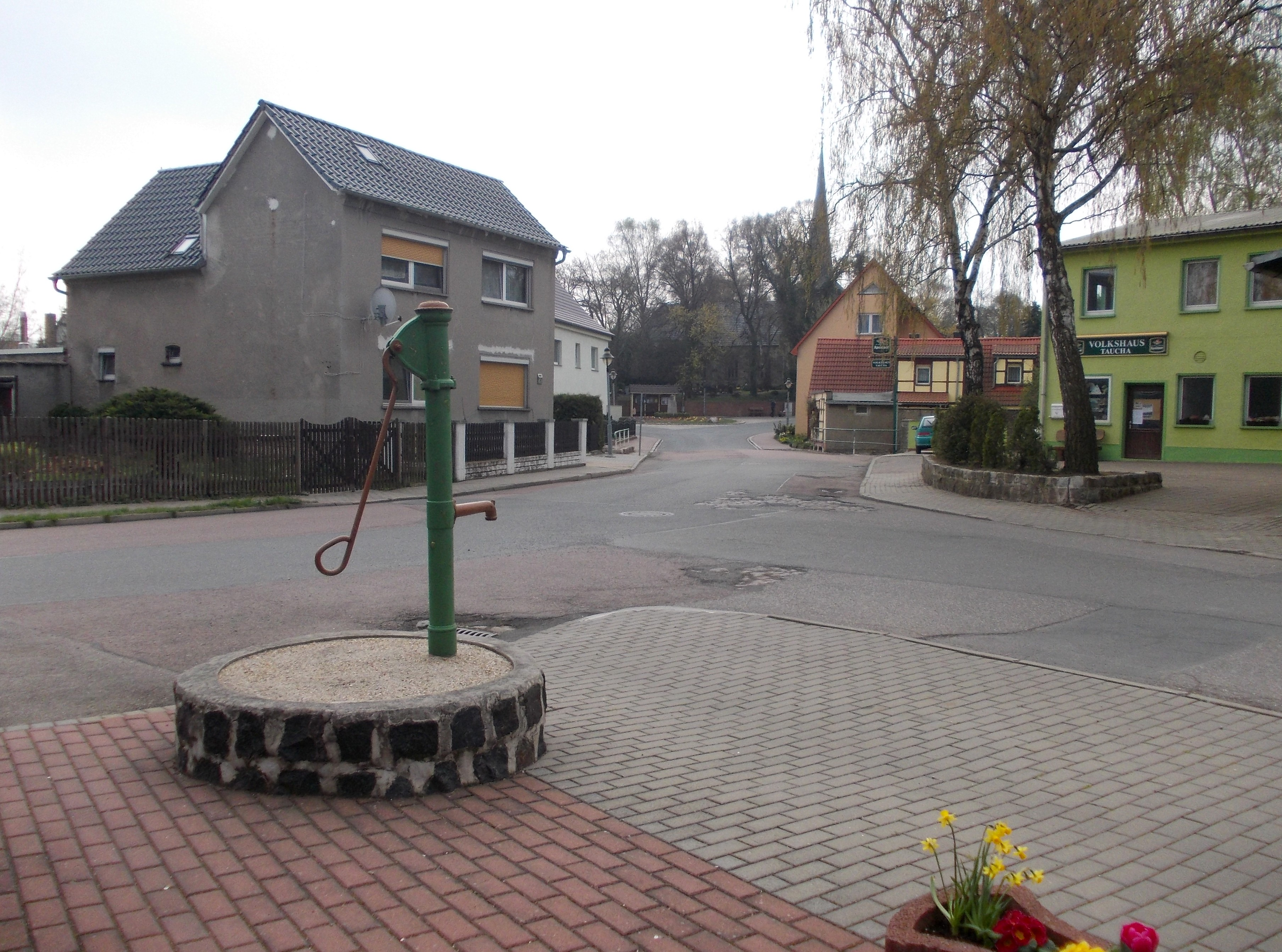
Dorpspomp
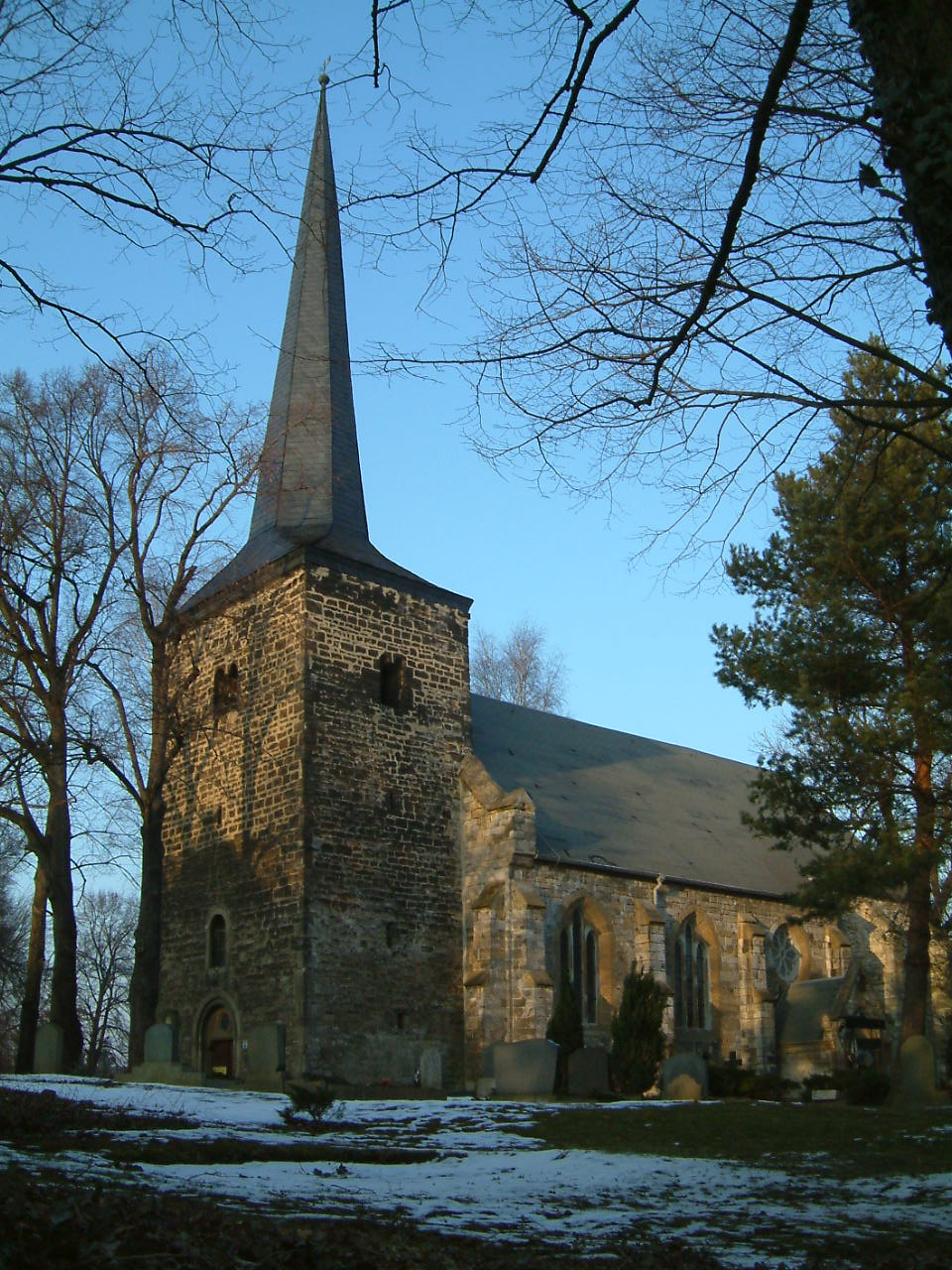
Kerk in Weißenfels, Taucha